# Paulella taylori
Paulella taylori är en mossdjursart som beskrevs av Gontar 2009. Paulella taylori ingår i släktet Paulella och familjen Oncousoeciidae. Inga underarter finns listade i Catalogue of Life.